# Marco Cassardo
Marco Cassardo (Torino, 19 settembre 1965) è uno scrittore italiano.

## Biografia
Vive a Torino fino alla laurea in Giurisprudenza per poi trasferirsi a Milano e intraprendere l'attività giornalistica.
Esordisce come scrittore nel 1998 con Belli e dannati – Il popolo granata e l'arte della pazienza (Limina Editore), saggio narrativo sui significati del tifo per il Torino Calcio che ottiene un buon successo. In occasione della seconda edizione viene definito da Massimo Gramellini "IL libro sul Toro", arrivando alla decima ristampa. 
Negli anni successivi pubblica tre romanzi: con Cairo Editore Va a finire che nevica e Mi manca il rosso, mentre con Miraviglia nel 2014 Un uomo allegro.
Il suo romanzo Eravamo immortali, edito da Mondadori nel 2023, è un'opera corale che racconta l'epopea di una generazione, dalla seconda guerra mondiale fino agli anni Duemila, con cui vince il Premio Mondello Opera Italiana e il SuperMondello nel 2024. Pubblicato dall'editor Alberto Rollo, il romanzo ha ricevuto critiche unanimi sui principali quotidiani nazionali, venendo anche proposto al Premio Strega da Marco Missiroli.
Gioca nell'Osvaldo Soriano Football Club, la nazionale di calcio degli scrittori italiani, dal 2010.
Nel 2021 ha conseguito la laurea magistrale in Psicologia clinica e della riabilitazione. 

## Opere

### Romanzi
- Va a finire che nevica, 2007, Cairo Editore ISBN 9788860520869

- Mi manca il rosso, 2009, Cairo Editore ISBN 9788860522405

- Un uomo allegro, 2014, Miraviglia ISBN 9788889993477

- Eravamo immortali, 2023, Mondadori ISBN 9788804766490

### Saggi
- Belli e dannati. Il popolo granata e l'arte della pazienza, 1998, Limina ISBN 9788888551203
- Campioni si diventa, 2016, Cairo Editore ISBN 9788860526960